# Stein Rokkan
Stein Rokkan, né le 4 juillet 1921 à Vågan et mort le 22 juillet 1979 à Bergen, est un politiste et sociologue norvégien. Il a été professeur de politique comparée à l'Université de Bergen.

## Biographie
Issu d'une formation de philosophe, Rokkan collabore dans les années 1940 et 1950 en tant qu'assistant d'Arne Næss. Son intérêt se tourne alors vers l'étude de la politique, en particulier la formation des partis politiques européens et les États-nations. C'est au cours de cette période qu'il collabore avec Seymour Martin Lipset, formant un duo d'auteurs universitaires « Lipset & Rokkan » qui restera à jamais dans les mémoires des étudiants de sociologie politique[non neutre]. Il est également connu pour être un pionnier[réf. nécessaire] de l'utilisation de la technologie informatique dans les sciences sociales. Il écrit sur les clivages politiques, l'histoire comparée, les systèmes des partis et le nationalisme catalan.
Rokkan est le créateur d'une série de modèles de l'État nation et des formations des États en Europe. Il est président de l'Association internationale de science politique de 1970 à 1973, président de l'UNESCO du Conseil international des sciences sociales (CISS) de 1973 à 1977, vice-président de l'Association internationale de sociologie de 1966 à 1970 puis président de 1970 à 1976. Il est le cofondateur du European Consortium for Political Research (ECPR). Un prix lui est attribué par le CISS[Quand ?] pour ses recherches en sciences sociales, par l'ECPR par l'Université de Bergen en l'honneur de sa carrière.

## Théorie des clivages socio-culturels dans les familles politiques européennes
Cette section devrait être déplacée dans l'article Clivage (politique).
Pour plus d’informations, se reporter en page de discussion. (mars 2024)
L'un des héritages les plus importants de Stein Rokkan à la sociologie politique est souvent associé aux travaux de Daniel-Louis Seiler qui, à partir des grands clivages socio-culturels et historiques identifiés par Rokkan, élabore une typologie des partis politiques européens[réf. souhaitée].
Ces clivages sont au nombre de quatre : Église/État, centre/périphérie, bourgeoisie/ouvriers et élites rurales/élites urbaines.
À ces clivages se superpose l'affectation des trois grandes révolutions qu'a connues l'Europe : la Révolution « nationale » qui nourrit l'opposition Église/État et centre/périphérie, la Révolution industrielle à l'origine du clivage bourgeoisie/ouvriers et urbain/rural et, enfin, la Révolution « internationale », qui crée une scission dans les sensibilités politiques issues du socialisme.
Les Éditions de l'Université de Bruxelles publient en 2009 la traduction française du texte de Rokkan et Lipset sur la théorie des clivages : Structures de clivages, systèmes de partis et alignement des électeurs : une introduction. Il faut noter, dans l'analyse de Rokkan, le lien entre ces phénomènes et la genèse des États-nations européens modernes[réf. souhaitée].

### Les clivages et les familles politiques associées

#### Église/État
Ce clivage, issu des Révolutions nationales, est la conséquence de la volonté d'indépendance des États-Nations vis-à-vis de l'Église et résulte de l'opposition entre les forces du cléricalisme et de l'anticléricalisme. Il faut cependant noter le moindre impact de ce clivage dans les pays les plus touchés par la Réforme protestante qui ont rapidement vu se constituer en leur sein une Église nationale indépendante de Rome.
Le conflit réside dans le rôle de l'Église au sein de la société. La Révolution française marque l'inscription du clivage dans les luttes politiques : elle pose les termes d'un État laïc qui tolère les différentes religions et ne prend parti pour aucune d'elles. Les points de litiges sont :
- le rôle de l’Église dans les œuvres sociales (l’Église peut-elle remplir cette mission et bénéficier d'un soutien public à cette fin ?) ;
- le rôle que doit jouer l’Église dans la définition de la morale publique (sa place dans les choix éthiques doit-elle inspirer le législateur ?)[réf. nécessaire].

Ce clivage est vivace dans les pays à pratique catholique. À l'inverse, dans les pays protestants il est pratiquement inexistant : les Églises protestantes ne se sont jamais posées en concurrence ou en substitution avec l’État. Leur rôle est accepté, elles tendent à agir comme « un agent de l’État ». En soi, les Églises protestantes s'inscrivant dans un cadre souvent national (ou plus petit encore, à l'inverse de l’Église catholique qui se veut universelle et est unie), ont tout intérêt à jouer ce rôle de concorde avec l’État : c'est s'assurer leur survie et leur institutionnalisation. De même, les Églises protestantes se posent moins en institution : elles sont plus récentes. À l'inverse, l’Église catholique est antérieure à l’État : elle tient à conserver une part des privilèges qu'elle a pu acquérir.
En France, depuis la laïcisation de l’État, il existe une relation de concurrence voire d'antagonisme entre l’État et l’Église. Pour asseoir son influence, l’Église tend à montrer sa différence, s'exprimant par des canaux choisis : à travers des journaux, des mouvements, des syndicats et des partis politiques.
Le clivage n'existe pas quand l’État est profondément catholique, comme par exemple en Irlande, où l’Église jouissait d'un statut spécial reconnu par la Constitution[réf. nécessaire].
L'opposition Église/État est à l'origine de grandes familles de partis : laïques d'une part, religieux de l'autre.
Pour les partis religieux, il s'agit essentiellement des partis chrétiens démocrates, qui souhaitent garantir le rôle de l’Église au sein de la société. Ces partis se distinguent des partis de droite : ils sont plus populaires et moins hostiles à l'intervention de l’État, notamment en matière sociale. Ces partis ont mis en place les grandes législations sociales de l’État providence. On en distingue trois types :
- les partis exclusivement catholiques, nés en général dans la deuxième partie du XIXe siècle, comme l'ÖVP en Autriche ;
- les partis biconfessionnels : catholiques et protestants, comme CDA aux Pays-Bas ou la CDU en Allemagne. Ils émergent généralement après guerre. Les rapprochements au sein d'un même parti s’opèrent pour deux raisons : historique d'une part, séculaire de l'autre. Historique en Allemagne où au lendemain de la Seconde Guerre mondiale on a pu considérer que la division entre catholiques et protestants aurait favorisé la montée du régime nazi, et séculaire d'autre part, face à la sécularisation de la société « l'union fait la force »[réf. nécessaire] ;
- les partis protestants : ils naissent dans les années 1970, il s'agit de partis évangélistes. Ce sont des partis dits néo-cléricaux dont l'émergence correspond à la libéralisation des mœurs. On trouve ces partis en Finlande, au Danemark, en Suisse et aux Pays-Bas.

Quant aux partis laïcs, on repère deux vagues : les partis de défense de la laïcité et les partis néo-sécuralistes. Les premiers contestent le rôle de l’Église, les seconds prônent la rupture avec les valeurs chrétiennes, préférant un certain libéralisme culturel[réf. souhaitée].

#### Centre/périphérie
Ce clivage remonte à la formation des États-Nations, c'est le résultat des résistances rencontrées par les États dans le processus de centralisation et d'uniformisation. Il oppose d'un côté les groupes favorables au processus et ceux qui lui sont hostiles. Les groupes favorables sont plus proches géographiquement et culturellement du centre politique qui se met en place. Les groupes hostiles ne partagent pas la même culture, ni même parfois la même langue et sont plus éloignés.
Aujourd'hui, ce conflit s'exprime encore : de par les mouvements autonomistes ainsi que par la contradiction entre centralisation et décentralisation.
Les revendications régionalistes connaissent un nouvel essor grâce aux politiques européennes. En effet, l'Union Européenne destine certaines de ses politiques aux régions, lesquelles sont alors chargées de la mise en œuvre des politiques communautaires. De fait, cela renforce le statut et l'importance de ladite région. En parallèle, l'UE diminue l'importance des centres nationaux. On constate en effet que beaucoup de mouvements régionalistes sont pro-européen, comme le parti écossais SNP (Parti national écossais). De même, l'UE produit une nouvelle formulation du conflit centre/périphérie : entre pro et anti européen, entre fédéraliste et statu quo du niveau politique européen.
Il donne naissance aux partis autonomistes ou régionalistes d'un côté et à ceux de tradition centralisatrice de l'autre (par exemple le jacobinisme en France).
Les partis régionalistes réclament une plus grande part d'autonomie vis-à-vis de l’État central, voire l'indépendance. Ils peuvent être d'extrême gauche comme Batasuna au Pays basque ou d'extrême droite comme le Vlaams Belang en Belgique. De même, ils peuvent être de droite « classique » comme  le CD&V en Belgique, l'CiU en Catalogne ou de gauche modérée comme le SNP en Écosse.
Quant aux partis centralistes, ils se retrouvent autour d'une mobilisation identitaire : celle de l’État. Ils peuvent aller jusqu'au nationalisme. D'où une nouvelle distinction : les partis centralistes modérés et les partis centralistes extrêmes. Les partis centralistes modérés comme le parti gaulliste en France, les partis centralistes extrêmes comme Sinn Féin en Irlande du Nord. Ces derniers sont difficiles à distinguer des partis d'extrême droite : ils ont en commun le nationalisme (micro nationalisme pour les partis régionalistes).

#### Bourgeoisie/ouvriers ou possédants/travailleurs
C'est le clivage le plus important[réf. souhaitée] issu de la Révolution industrielle : l'opposition se fait entre les détenteurs du capital et ceux de la force de travail. Alimenté par les théories marxistes, le clivage bourgeoisie/ouvriers est l'un des axes constitutif des familles politiques européennes. La naissance du clivage peut s'observer au sein des couches ouvrières : concentrées dans des zones industrielles, au mode de vie communautaire, ce qui a pu faciliter la formation d'une conscience de classe et sa traduction politique dans les grands systèmes de parti. On observe ici la formation de partis prétendant défendre les intérêts de la classe prolétarienne face auxquels se trouvent les formations politiques défendant les intérêts de l'élite industrielle.
On examine plusieurs types de partis :
- Les partis ouvriers. Parmi eux, on distingue les partis sociaux-démocrates, socialistes ou travaillistes, puis les partis communistes et enfin les partis d'extrême gauche qui se sont éloignés du communisme.
  - Les partis sociaux-démocrates, socialistes et travaillistes sont générés par la Révolution industrielle. Ils naissent pour la défense des intérêts de la classe ouvrière et ont souvent agi de concert avec les syndicats, dont ils sont parfois issus. L'universalisation du suffrage accroît leur audience et leur masse d'adhérents. On leur doit l'installation de l’État providence. Par ailleurs, il est apparu une scission entre communistes et socialistes : les premiers veulent la révolution, les autres une participation au système électoral. L'évolution des partis socialistes est en partie due à leur succès : en participant aux gouvernements dans de nombreux pays, ils s'acclimatent à l'ordre contesté et prennent mesure des réalités. Ainsi, après s'être concentrés sur l'amélioration de la condition ouvrière, les programmes de ces partis ont mis l'accent sur la conciliation des acquis de l’État providence avec les principes de l'économie de marché. Les partis socialistes amorcent leur entrée dans la social-démocratie, voire pour certains de « socialisme inutile ». Certains de ces partis (comme le Labour) ont accepté de transformer certains des acquis, notamment en ce qui concerne le régime des retraites, l'assurance chômage ou l'organisation du secteur public[réf. souhaitée].
  - Les partis communistes se sont formés au lendemain de la Révolution russe. Ils entrent dans certains gouvernements européens (par exemple français et finnois) au sortir de la Seconde Guerre mondiale, grâce au rôle joué par certains au sein de la Résistance. Ils ne sont forts que dans un petit nombre de pays[Lesquels ?] et connaissent un déclin électoral. Aujourd'hui, les partis communistes mettent l'emphase sur les acquis sociaux et n'acceptent pas leur remise en cause. Leur cible électorale est restée la classe ouvrière, tandis que les partis socialistes s'élargissent aux classes moyennes.
  - Les partis d'extrême gauche dérivés du communisme : il s'agit des partis trotskistes et maoïstes. Ils revendiquent un marxisme plus orthodoxe que les communistes sans toutefois être inféodés à Moscou ou Pékin (du temps de la guerre froide). Ils récupèrent un électorat des déçus des partis communistes et des partis socialistes. Leur programme sont très proches des partis communistes : comme eux, ils souhaitent un bouleversement de l'ordre établi, un renversement des valeurs morales traditionnelles et une révolution des prolétaires face à la bourgeoisie.

- Les partis bourgeois. Parmi eux, on distingue les partis conservateurs et les partis libéraux[réf. nécessaire].
  - Les partis conservateurs sont surtout présents dans les pays nordiques et au Royaume-Uni. Ils sont les équivalents des partis chrétiens démocrates. Leurs programmes sont axés vers la défense de l'entreprise privée, l'abaissement des cotisations sociales et de toutes les taxes. Ils sont en faveur du libéralisme économique et de la réduction du secteur public. Ils prônent la réduction des dépenses publiques (et donc une diminution des prestations de l’État providence), au nom de l'orthodoxie budgétaire.
  - Les partis libéraux existent dans la plupart des pays et connaissent une certaine amélioration de leur score électoral ces dernières années. Ils incarnent eux aussi la mouvance libérale. Ils défendent les droits individuels et sont anticléricaux[réf. nécessaire].

#### Élites rurales/élites urbaines
Ce dernier clivage résulte du transfert de l'intérêt productif des campagnes vers les villes, résultant de la Révolution industrielle et de l'urbanisation. Le conflit existe cependant dès le Moyen Âge, mais prend véritablement forme avec la Révolution industrielle qui entraine la désertification des campagnes. Le conflit s'exprime aujourd'hui via les questions de subventions de l'agriculture, de soutien au monde rural.
Ce conflit ne génère cependant de parti[style à revoir] que dans peu de pays (par exemple les pays scandinaves ou les cantons protestants en Suisse). Ce sont alors des partis agrariens, aux faits des intérêts ruraux.
Cette formation s'apparente, selon Rokkan, à « un phénomène assez contingent ». Il montre l'importance de la structure de la propriété agricole au moment de l’avènement du suffrage universel. Là où prospéraient de grandes propriétés agricoles, les propriétaires terriens arrivent à contrôler le vote des paysans, à l'inverse dans les petites exploitations les paysans parviennent à fonder leurs propres partis agrariens. Il y a cependant des exceptions : en France, Belgique et Pays-Bas, les exploitations agricoles sont de petites tailles lors de l'avènement du suffrage universel mais l'on ne trouve pas de véritable parti agrarien. Il y a donc d'autres facteurs. Pour exemple, en France, les campagnes connaissent des transformations importantes dues au développement de l'économie urbaine. Dans le même temps, les populations rurales ne réussissent souvent pas à vivre exclusivement des revenus de la terre : une partie assez grande de la population va donc travailler dans les bourgs. Ainsi, il y a contact avec la ville : ces contacts donnent naissance à une identité hybride jouant contre le développement d'une conscience de classe parmi les paysans. De même, on peut parler d'hétérogénéité culturelle des campagnes.
Le programme des partis agrariens est un amalgame : d'une part des thèmes de droite (traditionnellement la défense des agriculteurs, des entreprises privées et des valeurs traditionnelles) et de l'autre des thèmes de gauche (la défense de l’État providence). Il n'existe pas de parti urbain : dans ce conflit, les villes dominent, les intérêts présents sont variés et sont incarnés par différents partis. De plus, l'émergence de problèmes spécifiques à la ville (pollution, transport, logement, etc.) débouche sur l'émergence de nouvelles problématiques dans le débat public.

## Prix et distinctions
1979 : docteur honoris causa de l'université de Genève.

## Publications
- Avec Seymour Martin Lipset, Party Systems and Voter Alignments., Free Press, 1967
- Citizens Elections Parties. Approaches to the Comparative Study of the Processes of Development (Universitetsforlaget, Oslo. 1970;  reprinted in European Classics of Political Science Series, Colchester. 2009)
- Building States and Nations. Co-édité avec Shmuel Eisenstadt, Sage, 1973
- Economy, Territory, Identity: Politics of West European Peripheries. Co-auteur Derek W. Urwin, Sage, 1983

Traductions en français
- Guide international des statistiques électorales, tome 1. Elections nationales en Europe occidentale, Coll. Fonds Année 60, Editions de l'Ecole des Hautes Etudes en Sciences Sociales (Editions de l'EHESS) (1969), co-auteur Jean Meyriat
- Avec Seymour Martin Lipset, Structures de clivages, systèmes des partis et alignement des électeurs : une introduction (Party Systems and Voter Alignments., Free Press, 1967), Bruxelles, Éditions de l'Université de Bruxelles, coll. Fondamentaux, 112 p., 2008  (ISBN 978-2800414270)